# Guilherme Kumasaka

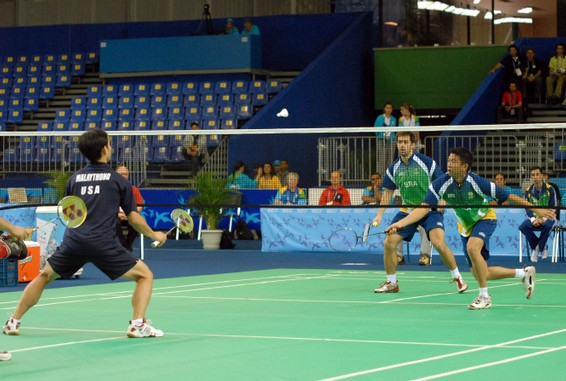
Guilherme Kumasaka (rechts) im Doppel mit Guilherme Pardo gegen Bob Malaythong und Howard Bach bei den Panamerikaspielen 2007

Guilherme Akio Kumasaka (* 19. Februar 1978 in Campinas, Bundesstaat São Paulo) ist ein brasilianischer Badmintonnationalspieler. 

## Karriere
Guilherme Kumasaka gewann 1996 bei den Panamerikanischen Juniorenmeisterschaften Bronze. 2002 siegte er bei der Carebaco-Meisterschaft mit Guilherme Pardo im Doppel. Beide gewannen 2007 auch die Puerto Rico International. Bei den Panamerika-Spielen des gleichen Jahres holten sie sich Bronze. In der ersten Runde war jedoch Endstation bei der Badminton-Weltmeisterschaft 2006 und der WM 2007.

## Erfolge
| Saison | Veranstaltung                | Disziplin    | Platz | Name                                 |
| ------ | ---------------------------- | ------------ | ----- | ------------------------------------ |
| 1995   | Brazil International         | Herrendoppel | 1     | Guilherme Kumasaka / Paulo von Scala |
| 1997   | Brazil International         | Herrendoppel | 1     | Guilherme Kumasaka / Paulo Scala     |
| 1997   | Brasilianische Meisterschaft | Herrendoppel | 1     | Guilherme Kumasaka / Paulo Scala     |
| 1998   | Brasilianische Meisterschaft | Herrendoppel | 1     | Guilherme Kumasaka / Leandro Santos  |
| 2002   | Carebaco-Meisterschaft       | Herrendoppel | 1     | Guilherme Kumasaka / Guilherme Pardo |
| 2007   | Puerto Rico International    | Herrendoppel | 1     | Guilherme Kumasaka / Guilherme Pardo |
| 2007   | Panamerika-Spiele            | Herrendoppel | 3     | Guilherme Kumasaka / Guilherme Pardo |
| 2008   | Brasilianische Meisterschaft | Herrendoppel | 1     | Guilherme Pardo / Guilherme Kumasaka |
| 2010   | Brasilianische Meisterschaft | Herrendoppel | 1     | Guilherme Kumasaka / Hugo Arthuso    |